# St. Johannes der Täufer (Stadtlauringen)

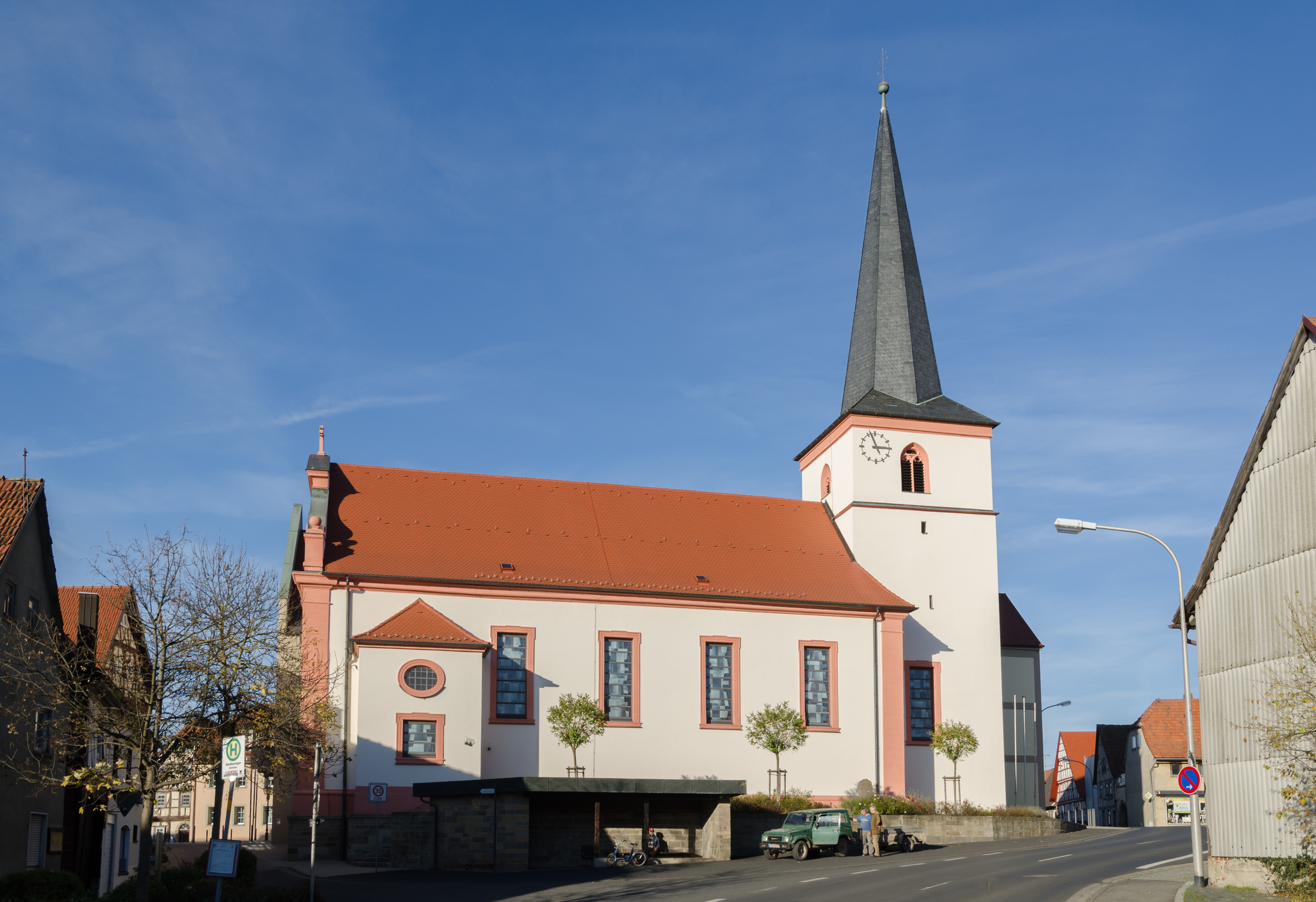
St. Johannes der Täufer (Stadtlauringen)

St. Johannes der Täufer ist die römisch-katholische Pfarrkirche von Stadtlauringen, einem Markt im unterfränkischen Landkreis Schweinfurt in Bayern. Das Langhaus des denkmalgeschützten Bauwerks entstand im 18. Jahrhundert. Die Pfarrei gehört zur Pfarreiengemeinschaft Liborius Wagner (Markt Stadtlauringen) im Dekanat Schweinfurt-Nord des Bistums Würzburg.

## Beschreibung
Das barocke Langhaus der Saalkirche wurde 1731/32 nach Westen an den Chorturm von 1497 angebaut und 1934 verlängert. In der mit einem Volutengiebel bedeckten Fassade befindet sich das Portal. Im Glockenstuhl hängen vier Kirchenglocken. Der schiefergedeckte, achtseitige Knickhelm des Julius-Echter-Turms wurde am 1. August 1958 durch einen Orkan zerstört und erst 1972 wieder aufgerichtet. Ende der 1960er Jahre bis 1972 wurde die Saalkirche um einen Neubau nach Norden erweitert. Die Kreuzwegstationen wurden von Johann Peter Herrlein geschaffen. 
Die Orgel auf der Empore hat 19 Register, zwei Manuale und ein Pedal und wurde 1975 von der Hey Orgelbau errichtet.